# محمد عمر (لاعب كرة قدم قطري)
محمد عمر (مواليد 27 أبريل 1983، لاعب كرة قدم قطري يجيد اللعب في مركز الوسط .
لعب سابقاً مع نادي قطر و انتقل إلى نادي الشمال في عام 2018 .
مثل سابقاً منتخب قطر في 10 مباريات .

## روابط خارجية
- محمد عمر على موقع قاعدة بيانات كرة القدم.إي يو (الإنجليزية)
- محمد عمر على موقع ناشيونال فوتبول تيمز (الإنجليزية)